# Yardbird Suite
Yardbird Suite est un standard bebop composé par le saxophoniste Charlie Parker en 1946 ,. Le titre combine le surnom de Parker « Yardbird » (souvent abrégé en « Bird ») et le terme de musique classique « suite » (construction similaire à celle, par exemple, de Midnight Symphony de Lester Young et Ebony Rhapsody de Duke Ellington). La composition utilise une forme AABA de 32 barres. "The graceful, hip melody, became something of an anthem for beboppers".

## Enregistrements de Charlie Parker
Les fans suivaient Parker partout où il jouait et enregistraient souvent ses performances; cependant il n'y a que quelques enregistrements connus de Parker jouant lui-même le titre. Les deux premiers ont été enregistrés avec un septuor au Radio Recorders à Hollywood le 28 mars 1946. La session a été supervisée et produite par Ross Russell pour son label Dial Records. Outre Parker au saxophone alto, on y entend Miles Davis à la trompette, Lucky Thompson au saxophone ténor, Dodo Marmarosa au piano, Arvin Garrison à la guitare électrique, Vic McMillan à la basse et Roy Porter à la batterie. La dernière des quatre prises est devenue le master (les prises deux et trois sont perdues), sortie en 78 single shellac (D 1003),.
Jamais crédité, la prise a été souvent rééditée sur un single 10" EP et, depuis le milieu des années 1950, sur LP par divers labels, en grande partie avec les autres enregistrements de Parker sortis chez Dial Records, bien que souvent également sur des albums attribués à Miles Davis.
Un troisième enregistrement connu de Yardbird Suite était une session au domicile de Chuck Copely à Hollywood, le 1er février 1947, enregistrée par Ross Russell de Dial Records. Le morceau en lui-même est incomplet et, comme les deux versions de Lullaby in Rhythm enregistrées ce jour-là, de mauvaise qualité, mais néanmoins sorti sur Spotlite, initialement en 1972 sur Lullaby in Rhythm avec Charlie Parker.
Il existe deux autres enregistrements de Parker jouant la chanson en direct, l'un au Three Deuces, l'autre au club Onyx, enregistrés par Dean Benedetti.
L'enregistrement principal du titre réalisé en 1946 par le Charlie Parker Septet a été intronisé au Grammy Hall of Fame en 2014.

## Enregistrements par d'autres musiciens
En 1947, un an après l'enregistrement original, Gil Evans avait déjà écrit un arrangement pour Claude Thornhill and His Orchestra en 1947, enregistré avec Lee Konitz au saxophone alto. D'autres musiciens bebop comme Al Haig, Bud Powell, Max Roach et Gene Ammons ont joué et enregistré la chanson ainsi que Gene Krupa avec un arrangement pour big band de Gerry Mulligan en 1958.
La plupart des enregistrements contenant la chanson sont des albums hommage explicites à Charlie Parker ou un hommage à la révolution bebop des années 1940 (voir les titres des albums dans la liste ci-dessous). La plupart des interprétations suivent l’idiome bebop ou hard bop. Il existe des exceptions comme par exemple le Modern Jazz Quartet qui a réécrit la chanson dans son style de musique de chambre ( At Music Inn, Vol 2, 1958). Junior Cook a joué la mélodie doucement et rapidement et termine sa version en citant John Coltrane, tandis que Joe Lovano commence son interprétation de douze minutes sous forme de ballade flottante libre, puis prend de la vitesse en 6/8. Même d'anciens musiciens de free jazz comme Archie Shepp et Anthony Braxton se souviennent de l'avant-garde qui les a précédés, mais « rendent hommage à l'esprit et à la prise de risque de Charlie Parker plutôt que de simplement recréer le passé ».

## Autres versions
- Sadao Watanabe –  Birds of Paradise (1977)
- Karrin Allyson – Azur-Té (1995)
- Bob Dorough – Devil May Care (1956)[9]
- Hampton Hawes – Four (1958)[9]
- Eddie Jefferson – Come Along with Me (1969)[9]
- Joe Lovano – Bird Songs (2010)[9]
- Jimmy McGriff – Fly Dude (1972)[9]
- Jay McShann – The Man from Muskogee (1972)[9]
- Frank Morgan – Yardbird Suite (1988)[9]
- Claude Thornhill avec Lee Konitz – 1947 [9]